# L'Ínsula (la Nou de Berguedà)
L'Ínsula és una obra del municipi de la Nou de Berguedà (Berguedà) inclosa en l'Inventari del Patrimoni Arquitectònic de Catalunya.

## Descripció
Es tracta d'una masia d'estructura clàssica, amb coberta a dues vessants i amb el carener perpendicular a la façana de migdia. Aquesta façana presenta una eixida oberta a les golfes i que deixa visible les encavallades de fusta que sostenen la teulada així com una balconada allindanada al primer pis. Aquesta façana és fruit de l'ampliació del segle xviii, una ampliació feta amb materials pobres.

## Història
Està situada dins del terme parroquial de Sant Martí de la Nou, la masia construïda a finals del segle xvii o inicis del xviii i posteriorment ampliada a la façana. La masia formava part dels dominis jurisdiccionals del monestir de Santa Maria de Ripoll.